# Gustnado

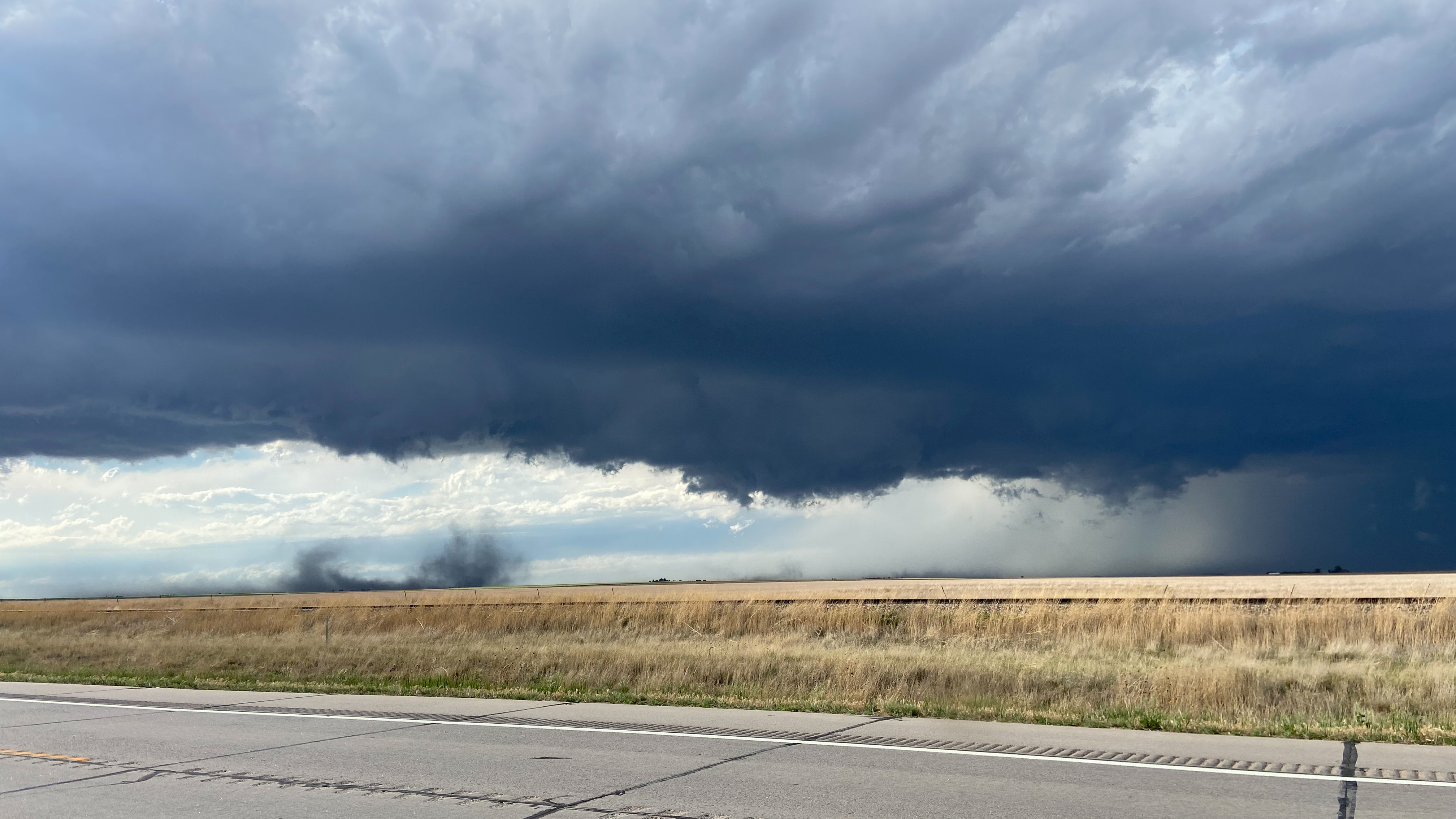
Gustnado (2022)

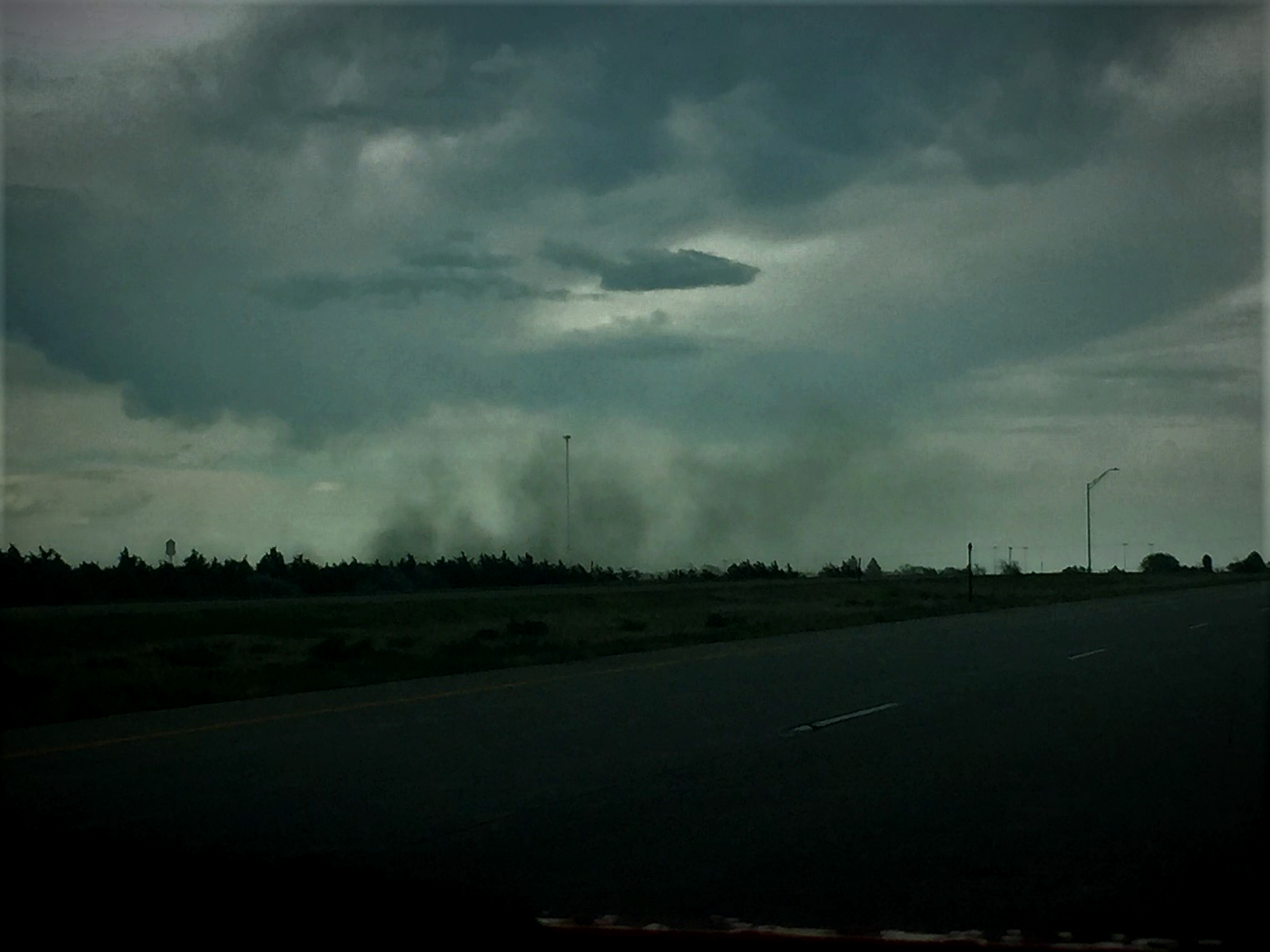
Gustnado in Colorado

Ein Gustnado (aus dem engl. gust für Bö und dem Wortteil nado aus Tornado, deutsch Böenfrontwirbel) ist eine sehr kurzlebige Form eines Wirbelwinds. Im Unterschied zu einem Tornado besteht kein direkter Zusammenhang mit dem feuchtkonvektiven Aufwind einer Schauer- oder Gewitterwolke. 
Gustnados werden dynamisch an Böenfronten von Schauern oder Gewittern ausgelöst. Bekommt der Wirbel Kontakt zum Aufwindbereich der Wolke, so kann er verstärkt werden und sich in einen Tornado umwandeln.

## Entstehung
Werden kalte Luftmassen durch den Abwind eines Gewitters Richtung Boden gedrückt, breiten sie sich dort schnell aus und treffen dort auf wärmere Luft. Das ist bei Gewittern mit starken Abwinden und Niederschlägen der Fall. Der keilartige Bereich, an dem die Luftmassen aufeinandertreffen, wird als Böenfront bezeichnet. Entlang der Böenfront können starke Turbulenzen entstehen, so dass der Kaltluftkeil unter die Warmluftmasse gleitet. Dabei entstehende Turbulenzen lassen die Luft entlang der Böenfront rotieren. Ist die Rotation stark genug, entsteht in Bodennähe ein kleiner Wirbel. Er bewegt sich in aller Regel parallel zur Böenfront und in Bodennähe. Nur selten erreichen Gustnados die Höhe der Wolken.
Strukturell und dynamisch hat ein Böenfrontwirbel wenig Gemeinsamkeiten mit einem Tornado, insbesondere was die vertikale Entwicklung, die Intensität, die Langlebigkeit oder den Entstehungsprozess betrifft, da klassische Tornados mit Mesozyklonen mit dem Aufwindfeld des Sturms verbunden sind, nicht mit dem Abwind. Sie gelten als eher seltenes Phänomen, da sie oft erst durch aufgewirbelten Staub oder Blätter sichtbar werden und nicht lange genug anhalten, um beobachtet zu werden.